# 甘州城墙
38°56′24″N 100°27′47″E / 38.94000°N 100.46306°E
甘州古城墙位于中国甘肃省张掖市甘州区，1990年被列为张掖市文物保护单位，2003年被列为甘肃省文物保护单位。
甘州古城墙建于明代，现仅残存原古城东北角土墙数百米。